# Kamanyola (Sud-Kivu)
Pour les articles homonymes, voir Kamanyola.
Kamanyola est un groupement de la chefferie de Ngweshe, dans le territoire de Walungu, province du Sud-Kivu en république démocratique du Congo. Il est situé à la frontière entre la République démocratique du Congo le Rwanda et le Burundi. Kamanyola culmine à 901 mètres d'altitude et se trouve à proximité de la banlieue de Mwaro et du village de Mubombo,,,.

## Géographie
Elle est située à proximité de la frontière rwandaise sur la route nationale 5 à 45 km au sud du chef-lieu provincial Bukavu.
La région est entourée : au nord-est, la rivière Ruzizi, qui la sépare de la préfecture de Cyangugu au Rwanda ; au nord-ouest, par les montagnes Monts Mitumba ; au sud, par la rivière Luvinvi, qui sert de frontière avec le groupement Itara-Luvungi dans la chefferie Bafuliiru ; et au sud-est, par la rivière Rusizi, qui la sépare de la commune de Rugombo (en) dans la Province de Cibitoke, au nord-ouest du Burundi[3],.

## Histoire
En juin 2013, le statut de Commune est conféré à Kamanyola ainsi qu'à 15 agglomérations et cités de la Province du Sud-Kivu, ce statut n'est pas retenu lors de la mise en œuvre de la réforme administrative en 2015.